# Skarlát nektármadár
A skarlát nektármadár (Aethopyga siparaja) a madarak (Aves) osztályának a verébalakúak (Passeriformes) rendjébe, ezen belül a nektármadárfélék (Nectariniidae) családjába tartozó faj.
Ez a faj Szingapúr nemzeti madara.

## Előfordulása
Banglades, Bhután, Brunei, Kambodzsa, Kína, India, Indonézia, Malajzia, Mianmar, Nepál, a Fülöp-szigetek, Szingapúr, Thaiföld és Vietnám területén honos.

## Alfajai
- Aethopyga siparaja seheriae – (Tickell, 1833)
- Aethopyga siparaja labecula - (Horsfield, 1840)
- Aethopyga siparaja cara – (Hume, 1874)
- Aethopyga siparaja nicobarica – (Hume, 1873)
- Aethopyga siparaja tonkinensis – (E. J. O. Hartert, 1917)
- Aethopyga siparaja owstoni – (Rothschild, 1910)
- Aethopyga siparaja mangini – (Delacour & Jabouille, 1924)
- Aethopyga siparaja insularis – (Delacour & Jabouille, 1928)
- Aethopyga siparaja trangensis – (Meyer de Schauensee, 1946)
- Aethopyga siparaja siparaja – (Raffles, 1822) -
- Aethopyga siparaja natunae – (Chasen, 1935)
- Aethopyga siparaja heliogona – (Oberholser, 1923)
- Aethopyga siparaja magnifica – (Sharpe, 1876)
- Aethopyga siparaja flavostriata – (Wallace, 1865)
- Aethopyga siparaja beccarii – (Salvadori, 1875)

## Megjelenése
Testhossza 11 centiméter. Szárnyai rövidek és gyorsak. A hím háta, hasa és szárnyai gesztenyebarnák, torka és az arca piros színű. A tojó oliva-zöld és szürke színű. Csőre vékony lefele hajló, nyelve ecsetszerű, mely megkönnyíti a nektár szerzést.
|  |  |

## Életmódja
Tápláléka nektárból, rovarokból és pókokból áll.

## Szaporodása
Fészkét felfüggesztve egy fára készíti. Fészekalja 2-3 tojásból áll.